# 下直筋
下直筋（かちょくきん、英語: inferior rectus muscle、ラテン語: musculus rectus inferior）は、眼球の向きを変える外眼筋のひとつである。
視神経を包む総腱輪の下面から起始し、眼球の下面で強膜に停止する。眼動脈の枝である前・後毛様体動脈に栄養される。動眼神経に支配され、収縮すると眼球を下方やや内側寄りに向ける。